# Parque nacional de Erawan
El parque nacional de Erawan es un área protegida que se encuentra en la provincia de Kanchanaburi, en Tailandia Central, dentro del distrito de Si Sawat. Tiene una superficie de 549,88 kilómetros cuadrados y fue creado en 1975, como el 12.º parque del país.
El parque es famoso por la cascada de Erawan que le da su nombre en referencia al elefante mitológico Erawan.